# Ágnes Salamon (Archäologin)
Ágnes Salamon (* 1923; † 18. Juni 1986) war eine ungarische Archäologin.

## Leben und Wirken
Ágnes Salamon erhielt 1950 an der Eötvös-Loránd-Universität ein Diplom für Museologie. Anschließend arbeitete sie am Historischen Museum in Budapest und ab 1953 am Ungarischen Nationalmuseum in der Sammlung zur Völkerwanderung. Ab 1960 war sie wissenschaftliche Mitarbeiterin der von László Barkóczi geleiteten Forschungsgruppe für Archäologie der Ungarischen Akademie der Wissenschaften, die später das Archäologische Institut wurde. Sie arbeitete insbesondere zur frühen Völkerwanderungszeit und zu Themen der provinzialrömischen Archäologie, besonders zur Provinz Pannonia und zum Barbaricum. 1983 beendete sie ihre Tätigkeit am Archäologischen Institut.

## Schriften
- Népvándorláskori temetök szeksgárdpalánkon. Ádám Balogh Múzeum, Komitat Tolna, Szekszárd 1968, DNB 36455729X.
- mit István Erdélyi: Das völkerwanderungszeitliche Gräberfeld von Környe. Akadémiai, Budapest 1971, DNB 458003816.
- (Mitarb.): Archäologische Forschungen 1969. Hrsg. László Castiglione. Archäologisches Institut der Ungarischen Akademie der Wissenschaften, Budapest 1971, DNB 363746625.
- (Mitarb.): A Magyar tudományos Akadémia Régészeti Intézetének Közleményei. Teil 3. Archäologisches Institut der Ungarischen Akademie der Wissenschaften, Budapest 1972, DNB 364063963.
- mit Ágnes Cs. Sós, Sándor Bökönyi: Cemeteries of the Early Middle Ages (6th–9th centuries A.D.) at Pókaszepetk. Hrsg. Béla Miklós Szőke. Akadémiai, Budapest 1995, ISBN 978-963-05-6759-6.
- mit László Gerevich (Hrsg.): La Formation et le développement des métiers au Moyen Age (Ve–XIVe siècles). Konferenzschrift. Akadémiai, Budapest 1995, ISBN 978-963-05-1076-9.

Artikel
- Sarmatische Funde in Ócsa. In: Folia archaeologica. 11, 1959, S. 75–89 (online).
- mit Gyula Török: Funde von NO-Ungarn aus der Römerzeit. In: Folia archaeologica. 12, 1960, S. 145–171 (online).
- Ein völkerwanderungszeitlicher Beschlag aus Környe. In: Folia archaeologica. 14, 1962, S. 57–65 (online).
- Spätrömische gestempelte Gefäße aus Intercisa. In: Folia archaeologica. 20, 1969, S. 53–62 (online).
- Über die ethnischen und historischen Beziehungen des Gräberfeldes von Környe (VI. Jahrhundert). In: Acta archaeologica Academiae Scientiarum Hungaricae. 21, 1969, S. 273–298.
- mit László Barkóczi: Bestattungen von Csákvár aus dem Ende des 4. und dem Anfang des 5. Jahrhunderts. Herrn Direktor Jenő Fitz – als Zeichen der Freundschaft – gewidmet. In: Alba Regia. 11, 1970, S. 35–75 (online).
- mit László Barkóczi: Archäologische Angaben zur spätrömischen Geschichte des pannonischen Limes – Gräberfelder von Intercisa. In: Antaeus. 4, 1973, S. 73–95.
- mit László Barkóczi: Das Gräberfeld von Szabadbattyán aus dem 5. Jahrhundert. In: Antaeus. 5, 1974/1975. S. 89–111.
- Archäologische Angaben zur spätrömischen Geschichte des pannonischen Limes – Geweihmanufaktur in Intercisa. In: Antaeus. 6, 1976, S. 47–54.
- mit László Barkóczi: Archäologische Angaben zur spätrömischen Periodisation Pannoniens (376–476). In: Antaeus. 8/9, 1978/1979, S. 75–84.
- mit László Papp: Gräber aus dem 5. Jahrhundert in Letkés. In: Antaeus. 8/9, 1978/1979, S. 85–92.
- mit György Duma: Untersuchung der glasierten mittelalterlichen Gefäße aus Santa Lucia di Rosia, Siena, Italien. In: Anzeiger der philosophisch-historischen Klasse der Österreichischen Akademie der Wissenschaften. 116, 1979, S. 158–174, DNB 800460987.
- mit István Erdélyi: Bericht über die Ausgrabungen in Pilismarót, Öregek-dülö (1973–1974). In: Antaeus. 10/11, 1980/1981, S. 147–161.
- mit György Duma, Csaba Ravasz: Mineralogische und chemische Untersuchungen von Perlen aus dem Gräberfeld des 6. Jahrhunderts in Környe, Ungarn. In: Anzeiger der philosophisch-historischen Klasse der Österreichischen Akademie der Wissenschaften. 117, 1980, S. 37–50, DNB 810131390.
- mit György Duma: Altertümliche Einstoff-Bleiglasuren. Angaben zur Herstellung der spätantiken glasierten Ware in Pannonien. In: Anzeiger der philosophisch-historischen Klasse der Österreichischen Akademie der Wissenschaften. 118, 1981, S. 45–60, DNB 820514470.
- mit György Duma: Archäologische und naturwissenschaftliche Untersuchungen der frühmittelalterlichen Tongefässe aus Környe, Komitat Komorn, Ungarn. In: Anzeiger der philosophisch-historischen Klasse der Österreichischen Akademie der Wissenschaften. 119, 1982, S. 181–203, DNB 830727442.
- mit György Duma: Archäologische und naturwissenschaftliche Untersuchungen der frühmittelalterlichen Tongefässe aus Szekszárd, Palánkpuszta, Komitat Tolna, Ungarn. In: Anzeiger der philosophisch-historischen Klasse der Österreichischen Akademie der Wissenschaften. 121, 1984, S. 56–75, DNB 850401844.
- mit László Barkóczi: Tendenzen der strukturellen und organisatorischen Änderungen pannonischer Siedlungen im 5. Jahrhundert. In: Alba Regia. 21, 1984, S. 147–187 (online).
- mit László Barkóczi: Pannonien in nachvalentinianischer Zeit (376–476). In: Dietmar Straub (Hrsg.): Severin. Zwischen Römerzeit und Völkerwanderung. Landesverlag, Linz 1982, S. 147–178.